# ناحیه هالی (میشیگان)
ناحیه هالی (به انگلیسی: Holly Township) یک منطقهٔ مسکونی در ایالات متحده آمریکا است که در شهرستان اوکلاند، میشیگان واقع شده‌است.
 ناحیه هالی  ۱۱٬۳۶۲ نفر جمعیت دارد و ۲۸۱ متر بالاتر از سطح دریا واقع شده‌است.